# Demografía histórica de Grecia
La demografía histórica de Grecia es el conjunto de estudios sobre la evolución de la población de Grecia.

## Antigüedad
En torno al año 1500 a. C., la población de la península helénica pudo alcanzar el millón y medio de personas según varios estudios. Sin embargo, se redujo con el colapso de la Edad del Bronce y la invasión dórica. Después de la Edad Oscura, hacia el 800 a. C., la Hélade vivió un abrupto crecimiento demográfico durante los siguientes cuatro siglos, pasando de tener ochocientos mil personas a varios millones, lo que motivo la colonización de varios puntos en las costas de los mares Mediterráneo y Negro y posteriormente con la extensión de su idioma como lengua franca durante el período helenístico por todos los territorios que conquistó Alejandro Magno. Los griegos tuvieron problemas para alimentar su creciente población, un estudio de Franco de Angelis estima que la península griega no podía mantener más de un millón seiscientos mil personas con las técnicas agrícolas de las que disponían.
El filólogo danés Mogens Herman Hansen cree que podían ser siete a diez millones de grecoparlantes, de los que tres a tres millones y medio estarían en la península helénica y otros cuatro a seis millones y medio en la cuenca mediterránea en el siglo IV a. C.; de estos, medio millón estaban en Macedonia y Epiro. Sin embargo, debe mencionarse que para los antiguos griegos, la Hélade incluía la costa occidental de Anatolia y las islas del Dodecaneso y estaba poblada por más de mil polis. La estimación más alcista la dan Peregrine Horden y Nicholas Purcell, treinta y cinco millones de helenos, de los que seis de cada siete estaban en la Hélade y el resto en colonias; Hansen se ha mostrado muy crítico de ellos y usando sus mismos métodos de cálculo ofrece un número alternativo: 7.630.000 griegos, 3.505.000 en el núcleo del mundo griego y el resto en colonias (1.070.000 en el Peloponeso y Ática, 2.360.000 en Epiro y Macedonia, 1.925.000 en Tracia y Helesponto, 815.000 en Tróade y Jonia, 330.000 en Creta y Rodas y 1.130.000 en Caria y Lidia).
Basándose en las estimaciones de densidad demográfica del historiador alemán Karl Julius Beloch, su colega estadounidense Alain Bresson cree que unos tres millones en la Hélade, otro millón en la costa occidental de Anatolia (Jonia, Caria, Eólida, Misia, Tróade y Chipre), un cuarto de millón en Cirenaica, quizás hasta cuatrocientos mil en la costa norte del mar Negro y otro millón en las colonias occidentales (Sicilia, Magna Grecia, Córcega, Cerdeña, sur de Galia y el oeste de Hispania); de este último grupo, cerca de un tercio se concentraba en Sicilia.
Durante su época de esplendor, Atenas se convirtió en un importantísimo centro político, cultural y comercial con una población de aproximadamente cien mil personas dentro de sus muros y hasta el doble en el territorio que gobernaba directamente, llamado Ática. Sin embargo, después de su derrota en la guerra del Peloponeso rápidamente perdió su importancia económica y población, al contrario de Corinto, que logró conservarla hasta su destrucción por los romanos. Según Herbert William Hess, antes de la época de Alejandro sólo había tres ciudades con más de cien mil habitantes en todo el Mediterráneo: Atenas, Siracusa y Cartago. Un siglo después, cuatro pasaban los doscientos mil, las helenísticas Alejandría, Seleucia del Tigris, Antioquía del Orontes y Cartago, con Siracusa superando por mucho los cien mil y más atrás, alcanzando un centenar de millares de habitantes, estarían Corintio, Rodas, Éfeso y Roma. En cambio, la historiadora Margaret L. King afirma que todas las grandes ciudades helenísticas (Alejandría, Antioquía, Cartago, Éfeso, Smyrna y Pérgamo) disponían de cien a doscientos mil ciudadanos y sus propios magistrados y sistema judicial aún en el período romano.

## Medioevo
El historiador económico británico Angus Maddison cree que durante el Imperio romano, el actual territorio griego se mantuvo en unos dos millones de habitantes pero descendió durante el Imperio bizantino a la mitad, manteniéndose así hasta la Edad Moderna. La historiadora estadounidense, Pamela Kyle Crossley, estimaba que durante el siglo IX el Imperio bizantino tenía una población de siete millones y medio de habitantes en un territorio de un millón de kilómetros cuadrados, un 50% más que sus contrapartes occidentales, los carolingios, con apenas cinco millones de habitantes en un millón de kilómetros cuadrados. Sin embargo, era apenas un octavo de la población y territorio del califato abasí, que dominaba cincuenta millones de personas en diez millones de kilómetros cuadrados. Warren Treadgold, historiador británico, cree que durante el último período de su historia, los bizantinos de la dinastía Paleólogo dominaron un Imperio que hacia el año 1282 contaba con cinco millones de personas, a los que habría que sumar otro medio millón de los diversos estados latinos ubicados en Grecia (Epiro, Atenas, Acaya, Naxos y colonias de Venecia).
En su apogeo, durante el reinado de Justiniano en el siglo VI, la ciudad de Constantinopla alcanzó su máxima población. Según los estudios demográficos del profesor W. D. Borrie fue de unos doscientos mil ciudadanos, igualando a Alejandría helenística y superando a las clásicas Siracusa, Atenas y Cartago (todas con más de ciento veinte mil); y sólo sobrepasada por la Roma imperial (con trescientos cincuenta mil habitantes en su clímax). En cambio, el historiador Peter Fraser Purton estimó a la Constantinopla de Justiniano en 400 000 habitantes, mientras que Antioquia, Alejandría y Tesalónica tenían cien mil cada una. Michael C. Howard sostiene que la población de la ciudad era de medio millón, diez veces más que cuando Constantino el Grande la fundó. Durante la centuria de los Comnenos, Constantinopla pudo alcanzar los 400 000 habitantes, Tesalónica los 150 000 y Corinto, Atenas, Tebas, Ohrid y Monemvasía más de 20 000.
Sin embargo, pronto decayó, las conquistas musulmanas del siglo VII llevaron a que se redujera a unos cien mil pobladores, cifra que lentamente se redujo hasta ser apenas cincuenta mil cuando cayó ante los otomanos. Durante su esplendor, las capitales provinciales bizantinas probablemente tendrían alrededor de cuarenta mil gentes en promedio.

## Modernidad
Maddison cree que la población de la actual Grecia aumento lentamente durante la Modernidad, millón y medio en el siglo XVII y dos millones en el XVIII. A inicios del siglo XIX, en el Imperio otomano vivían cuatro millones de griegos étnicos, pero sólo la mitad en territorios que actualmente forman parte de Grecia, como Morea, Tesalia, Epiro y Tracia, donde la población turca era escasa y se concentraba en algunas ciudades, lo que garantizaba la autonomía de los griegos. El resto de los helenos vivían dispersos en pueblos en la costa de Anatolia, el mar Negro y otras partes del Mediterráneo. En 1830, después de la revolución griega y la independencia de la Primera República Helénica, aproximadamente ochocientos mil griegos quedaron viviendo en el territorio independizado pero otros dos millones y medio siguieron bajo dominio otomano, lo que motivo un fuerte irredentismo deseoso de incorporar a todos los griegos dentro de un mismo Estado: la Gran Idea. Según el censo de 1889, la población de Grecia era de unas 2.188.000 personas.
Después de la guerra greco-turca se produjo la expulsión masiva de helenos de Anatolia. Grecia, un país que entonces apenas tenía cinco millones de habitantes, debió absorber a más de un millón doscientos mil; al mismo tiempo, cientos de miles de musulmanes fueron expulsados hacia Turquía.
En la actualidad, año 2021, la población de Grecia es de alrededor de diez millones de personas a las que se suman otros siete millones de descendientes de griegos pero nacidos en otros países (destacando EE. UU., Canadá y Australia). Otras estimaciones dicen que en el mundo unas trece millones de personas hablan el griego, unos diez millones en la propia Grecia y el resto en Chipre, EE. UU., Canadá y Reino Unido.